# Roland de La Poype
Pour les articles homonymes, voir De La Poype (homonymie).
Roland Paulze d'Ivoy de La Poype, né le 28 juillet 1920 aux Pradeaux et mort le 23 octobre 2012 à Saint-Tropez, est un pilote de chasse français, héros de la Seconde Guerre mondiale. 
Il est également un homme politique, un industriel pionnier de la plasturgie et le fondateur du Marineland d'Antibes en 1970.

## Biographie
Roland de La Poype naît le 28 juillet 1920 au Château de la Grange Fort aux Pradeaux, fils de Xavier Paulze d'Ivoy de La Poype, né en 1887, ingénieur agronome, colonel de réserve, tué sur le front en mai 1940, et de Victoire de Saint-Genys (1890-1942) et petit-fils de Roger Paulze d'Ivoy de La Poype, commissaire de la marine.
Son patronyme est couramment prononcé « poipe » ([pwap]).
Sa famille a relevé le patronyme de La Poype par décret de 1864.

### Pilote de chasse de la Seconde Guerre mondiale
Âgé de 19 ans, Roland de La Poype s'engage en décembre 1939 comme élève-pilote pour décrocher son brevet en février 1940, peu avant la ruée allemande de la campagne de France. Il réussit avec ses camarades de l'École principale d'aviation d'Étampes à rejoindre Saint-Jean-de-Luz au pays basque et s'embarque pour l'Angleterre.

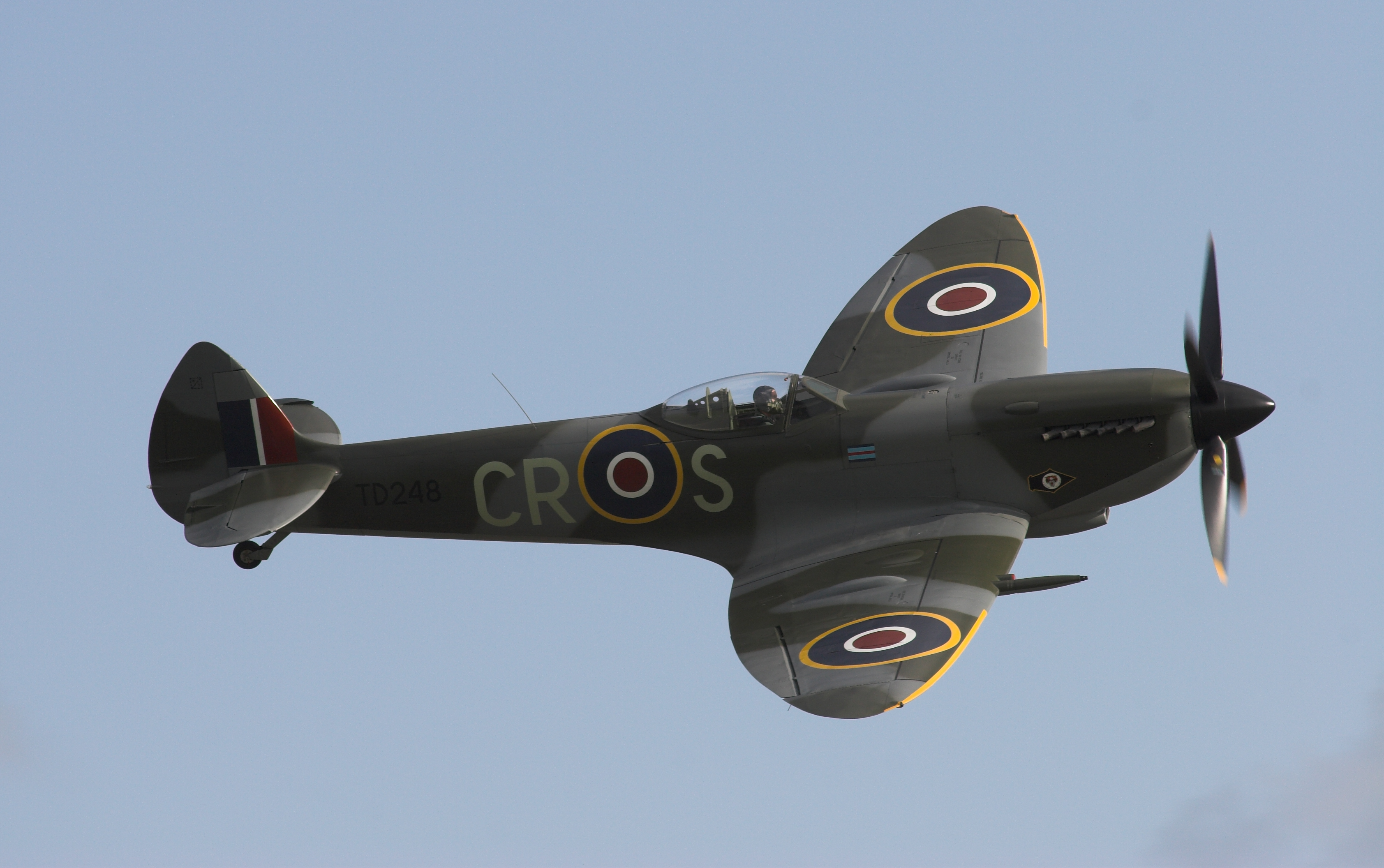
Supermarine Spitfire britannique de la Royal Air Force durant la Seconde Guerre mondiale.

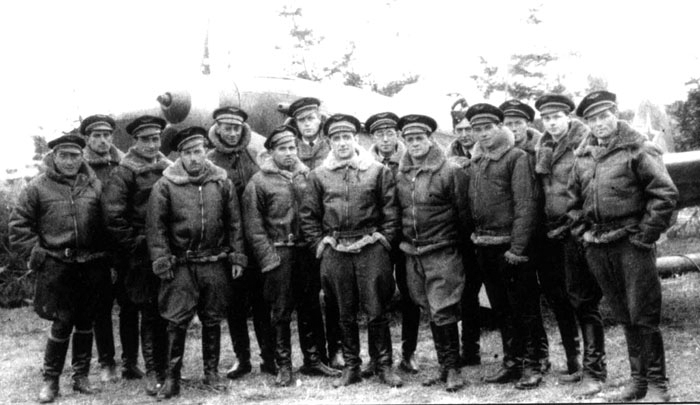
Le Neu Neu (Normandie-Niemen) en 1942. Roland de La Poype est le deuxième en partant de la droite.

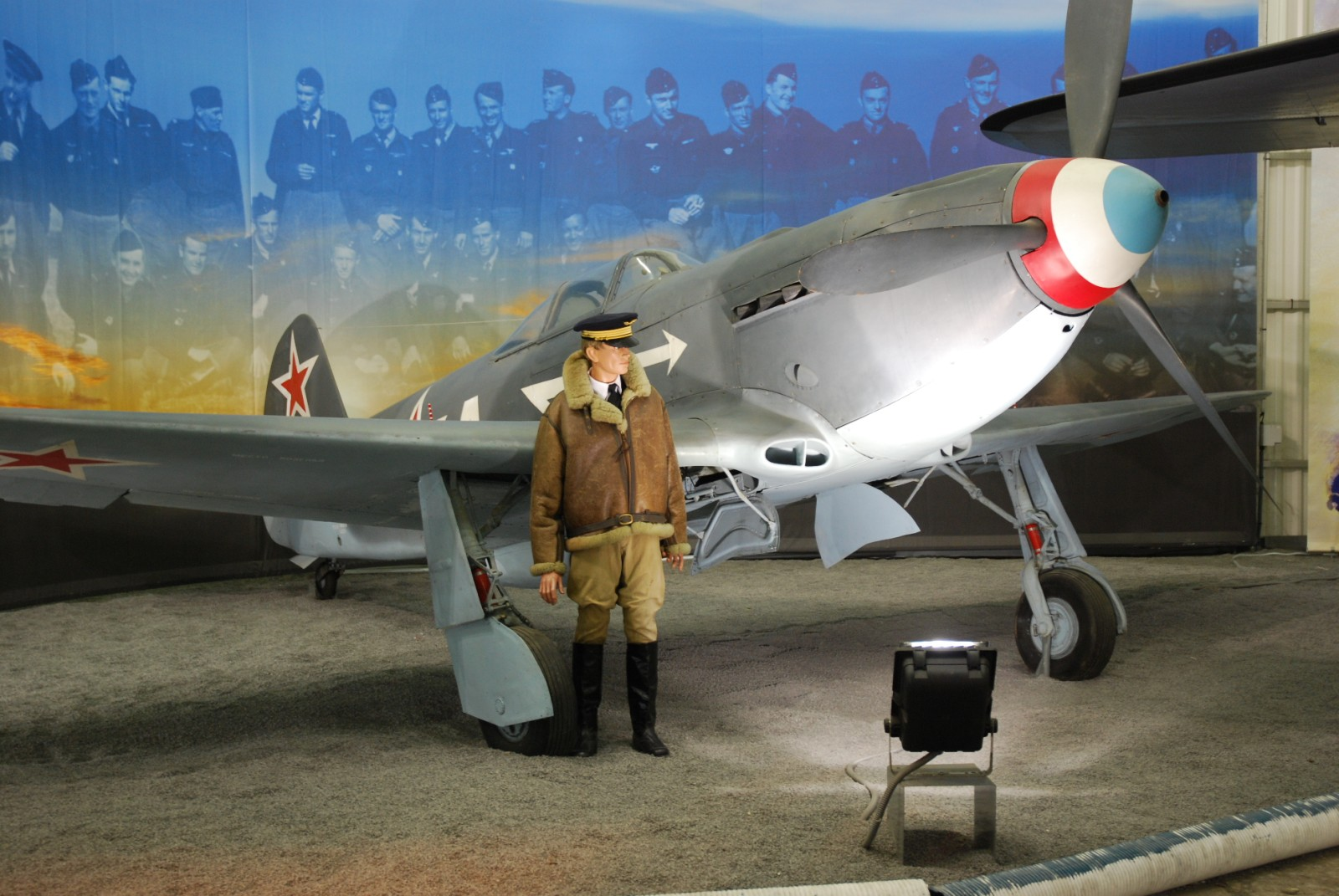
Yakovlev Yak-3 du groupe de chasse Normandie-Niemen au musée de l'Air et de l'Espace du Bourget.

Après un passage en Afrique-Équatoriale française entre juillet 1940 et janvier 1941 avec les Forces aériennes françaises libres (FAFL), il intègre, en Angleterre, le 602 (City of Glasgow) Squadron de Supermarine Spitfire de la Royal Air Force avec le grade de sergent. Preuve de ses qualités, le chef du squadron britannique, l'as irlandais aux 23 victoires Paddy Finucane, le choisit comme équipier. Il obtient sa première victoire le 22 août 1942 contre un Messerschmitt Bf 109.
Apprenant la formation d'un groupe de volontaires français pour le front soviétique, le jeune pilote s'inscrit au groupe de chasse « Normandie » et fait partie du premier contingent de pilotes qui débarquent à Ivanovo en Russie le 28 novembre 1942. Il obtient sa première victoire homologuée en Russie, sa deuxième de la guerre, le 31 août 1943 sur un Stuka. Son palmarès compte 16 victoires confirmées, obtenues pour beaucoup en tandem avec son camarade du groupe Normandie-Niémen, Marcel Albert.
Début 1945, avec le grade de capitaine, il commande la 1re escadrille du groupe de chasse. Présent en Union soviétique jusqu'au 20 juin 1945, « le marquis », ou « Pohype » comme le surnommaient ses camarades, devient attaché de l'air en Belgique, puis en Yougoslavie avant de quitter l'armée en 1947, à seulement 27 ans, auréolé des titres de héros de l'Union soviétique et de compagnon de la Libération.
Totalisant 1 200 heures de vol, il est autorisé par Staline à ramener son Yak sur le territoire français, comme tous les pilotes du groupe de chasse Normandie-Niemen encore en activité en Russie à la fin de la guerre.
Affecté au 2e Bureau de l'État-major de l'Armée de l'Air en mars 1946, Roland de la Poype quitte l'armée en 1947. Le commandant de réserve Roland de la Poype, redevenu civil exerce après la guerre, plusieurs fonctions.
Il est nommé membre du Conseil de l'Ordre de la Libération en septembre 2002. Le président Nicolas Sarkozy lui remet la Grand croix de la légion d'honneur lors d'une cérémonie au palais de l'Elysée à Paris le 14 avril 2008.

### Industriel en plasturgie
Visionnaire et inventeur, Roland de La Poype comprend que le plastique et les emballages jetables vont se développer. À la tête de la Société d'études et d'applications du plastique (revendue plus tard à DuPont), il monte sa première usine[Où ?] dès le mois de mai 1947 et se lance, en 1952, dans la fabrication d'un produit novateur : le berlingot DOP pour le groupe L'Oréal. Il développe une véritable industrie de l'emballage plastique, qui touche à tous les domaines, de l'agro-alimentaire au loisir. Il est également l'inventeur de la carrosserie de la Citroën Méhari.

### Fondateur du Marineland d'Antibes
En 1970, passionné du monde marin, Roland de La Poype crée le Marineland d'Antibes sur la Côte d'Azur avec pour mission de faire connaître la vie du milieu difficilement accessible des grands animaux marins et de la mer à un large public. Il prend sa retraite en 1985 et reste propriétaire du Marineland jusqu'en 2006.
Il est également maire de Champigné (Maine-et-Loire) et  propriétaire d'un golf, qu'il a créé en 1989, près d'Angers.

### Mort
Roland de La Poype meurt le 23 octobre 2012 à Saint-Tropez. 
Ses obsèques ont eu lieu le 30 octobre 2012 en la cathédrale Saint-Louis des Invalides à Paris, en présence d'une délégation de l'armée de l'air et des Chœurs de l'Armée rouge, de ses anciens compagnons d'armes et de ses amis. Les honneurs militaires ont été rendus par un détachement de la base aérienne 123 d'Orléans et en présence d'une délégation du régiment de chasse 2/30 Normandie-Niemen. La mémoire de ce compagnon de la Libération, ancien pilote des forces aériennes françaises libres (FAFL) a été saluée au cours d’une cérémonie religieuse suivie d’une cérémonie militaire, présidée par le colonel Fred Moore, chancelier de l’ordre de la libération. Le général Denis Mercier, chef d’état-major de l’armée de l’air, était également présent pour rendre hommage à Roland de La Poype .

## Décorations

### Décorations françaises
- Grand-croix de la Légion d'honneur, décret du 31 janvier 2008
- Compagnon de la Libération, décret du 29 décembre 1944
- Croix de guerre 1939–1945 avec 12 citations : 10 citations à l'ordre de l'armée aérienne et de 2 citations à l'ordre de l'aviation de chasse

### Décorations étrangères
- Croix de guerre 1939-1945 (Tchécoslovaquie)
- Héros de l'Union soviétique (URSS)
- Ordre du Drapeau Rouge (URSS)
- Ordre de Lénine (URSS)
- Médaille de la Prise de Königsberg (URSS)
- Médaille de la Victoire (URSS)

## Anecdotes
Au groupe de chasse Normandie-Niémen, le meilleur ami de Roland de La Poype était Marcel Albert, qui deviendra le deuxième grand as des Forces aériennes françaises libres. Tous deux feront partie du noyau des 14 premiers pilotes partis de Grande-Bretagne fin août 1942 pour aller se battre en Union soviétique. Ils feront également partie des rares survivants de ce groupe, et commanderont chacun une escadrille lors du retour du groupe en France le 20 juin 1945.
De caractère gouailleur, Marcel Albert avait donné un surnom à tous les pilotes du Normandie-Niémen. Mais Roland de La Poype bénéficiait d'un traitement spécial, recevant plusieurs surnoms : « le marquis », « le vicomte », « Pluto », « Pohype », « Polype » et, quand son camarade jouait de malchance, « la poisse » :

« Je sympathise rapidement avec Marcel Albert, de trois ans mon aîné, un garçon que j'aurais eu peu de chances de rencontrer s'il n'y avait eu la guerre. Authentique titi parisien, aussi brun que je suis roux, aussi trapu que je suis efflanqué, Marcel était tourneur-fraiseur chez Renault quand la guerre a éclaté. Bien loin de mon château de Mozé et de ses interminables couloirs décorés de portraits d'ancêtres. Entre nous deux, le courant passe tout de suite. Marcel apprécie mon insouciance, s'amuse de ma maladresse et de mon étourderie, et ne va pas tarder à me surnommer "le marquis", "le vicomte" ou "Pohype". Quant à moi, je suis séduit par la gouaille, le côté frondeur et l'humour ravageur de "Bébert", le métallo de l'île de la Jatte, comme moi passionné d'aviation depuis l'enfance. »

— Roland de La Poype, L'épopée du Normandie-Niémen.
Roland de La Poype, également de tempérament blagueur, a même glissé un crocodile empaillé dans le lit de Marcel Albert alors qu'ils séjournaient à l'hôtel à Wadi Halfa au Soudan égyptien.
Roland de La Poype rend hommage à son camarade Marcel Lefèvre, lors du baptême de la promotion d'officiers de réserve de l'Armée de l'air portant le nom de cet officier.
En 1980, l’État Major de l’Armée de l’Air informait le colonel de réserve Roland Paulze d'Ivoy De La Poype, président des « Anciens du Normandie-Niémen » ayant combattu sur le front de l’Est, qu’il avait retenu le nom de Marcel Lefèvre pour parrainer une promotion d’officiers de réserve issus du rang. Il prit aussitôt la décision lors de cette cérémonie placée sous la présidence des plus hautes autorités civiles et militaires, de faire l’éloge de son compagnon d’armes disparu tragiquement sur le sol soviétique le 5 juin 1944.
Le 24 juillet, date de cette émouvante cérémonie, il rédigea dans le train qui l’amenait de Paris à l’École des officiers de réserve d’Evreux, le panégyrique dithyrambique qu’il allait lire à la mémoire de son compagnon. L’orateur captiva l’assistance, mettant en exergue le fait que le choix par l’Etat Major de l’Armée de l’air du nom de ce valeureux pilote — en rappelant qu’il fut le seul à recevoir à titre posthume la plus haute distinction de « Héros de l’Union Soviétique » — honorait l’ensemble de ses compagnons aviateurs qui combattirent sur le front de l’Est pendant la seconde guerre mondiale.

## Ouvrage
- Roland de La Poype et Jean-Charles Stasi, L'épopée du Normandie-Niémen : mémoires, Paris, Perrin, 2007, 240 p. (ISBN 978-2-262-02655-4) ; rééd. Perrin, coll. « Tempus », 2011, 288 p.  (ISBN 978-2-262-03647-8) [présentation en ligne].